# Труды Крыловского государственного научного центра
«Труды Крыловского государственного научного центра» — один из ведущих российских периодических научных журналов в области судостроения. Издается с 1941 года в ФГУП «Крыловский государственный научный центр».
Статьи журнала реферируются в тематических журналах и базах данных Всероссийского института научной и технической информации Российской академии наук (ВИНИТИ РАН). Выпуски и статьи включаются в каталоги Российской государственной библиотеки (РГБ), Российской национальной библиотеки (РНБ), Государственной публичной научно-технической библиотеки России (ГПНТБ). Полные тексты статей представлены на официальном сайте журнала, в научных электронных библиотеках КиберЛенинка и eLIBRARY, а также в электронно-библиотечной системе Лань и в международной базе данных EBSCO Publishing.

## История
Инициатором создания и первым ответственным редактором журнала был контр-адмирал В. И. Першин. В своем обращении к читателям на страницах первого выпуска этот выдающийся инженер-кораблестроитель сказал, что целью издания является популяризация научно-исследовательских работ и внедрение их результатов в судостроительную промышленность. Первый выпуск, подготовленный издательством «Судпромгиз» (позже — «Судостроение»), был напечатан в типографии «Красный Печатник», располагавшейся в Ленинграде на Международном проспекте (ныне Московском пр.).
В годы Великой Отечественной войны сборник не издавался. Сразу после её окончания публикации возобновились — «Труды Крыловского государственного научного центра» стали печататься в созданной в декабре 1945 года типографии ЦНИИ имени академика А. Н. Крылова.
Совместно с «Судостроением» журнал издавался до 1975 года.
Редакторами и авторами журнала в разные годы являлись такие выдающиеся ученые, А. И. Вознесенский, В. В. Новожилов, Г. А. Матвеев, А. А. Русецкий, В. М. Пашин и другие.
Важным событием в истории издания журнала стало его включение в 2008 года в перечень журналов Высшей аттестационной комиссии (ВАК).
В 2005 году журнал включен в Российский индекс научного цитирования (РИНЦ).
С 2018 года статьи индексируются в специализированной платформе Russian Science Citation Index (RSCI) крупнейшей международной наукометрической базе данных Web of Science.
В состав редакционной коллегии журнала входят сотрудники не только ФГУП «Крыловский государственный научный центр», но и ведущих российских научно-исследовательских организаций, таких как ЦНИИ «Электроприбор», Санкт-Петербургский государственный морской технический университет, Государственная морская академия имени адмирала С. О. Макарова, а также иностранные эксперты в области судостроения.

## Основные рубрики
- Теория корабля и строительная механика
- Проектирование и конструкция судов
- Судовые энергетические установки и электроэнергетика
- Физические поля корабля
- Другие вопросы морской техники